# Carnival of Light
〈Carnival of Light〉(카니발 오브 라이트)는 비틀즈가 발표하지 않은 실험 음악이다. 1967년 1월 5일, 〈Penny Lane〉의 보컬 오버더빙 세션 이후에 녹음되었다. 노래의 크레디트는 The Million Volt Light and Sound Rave으로 표기되었는데, 이 이름으로 1967년 1월 28일에서 2월 4일까지 행사가 열렸다. 노래는 2008년 폴 매카트니의 소유로 확인되었으나, 공개되지는 않았다.